# Jonas Plass

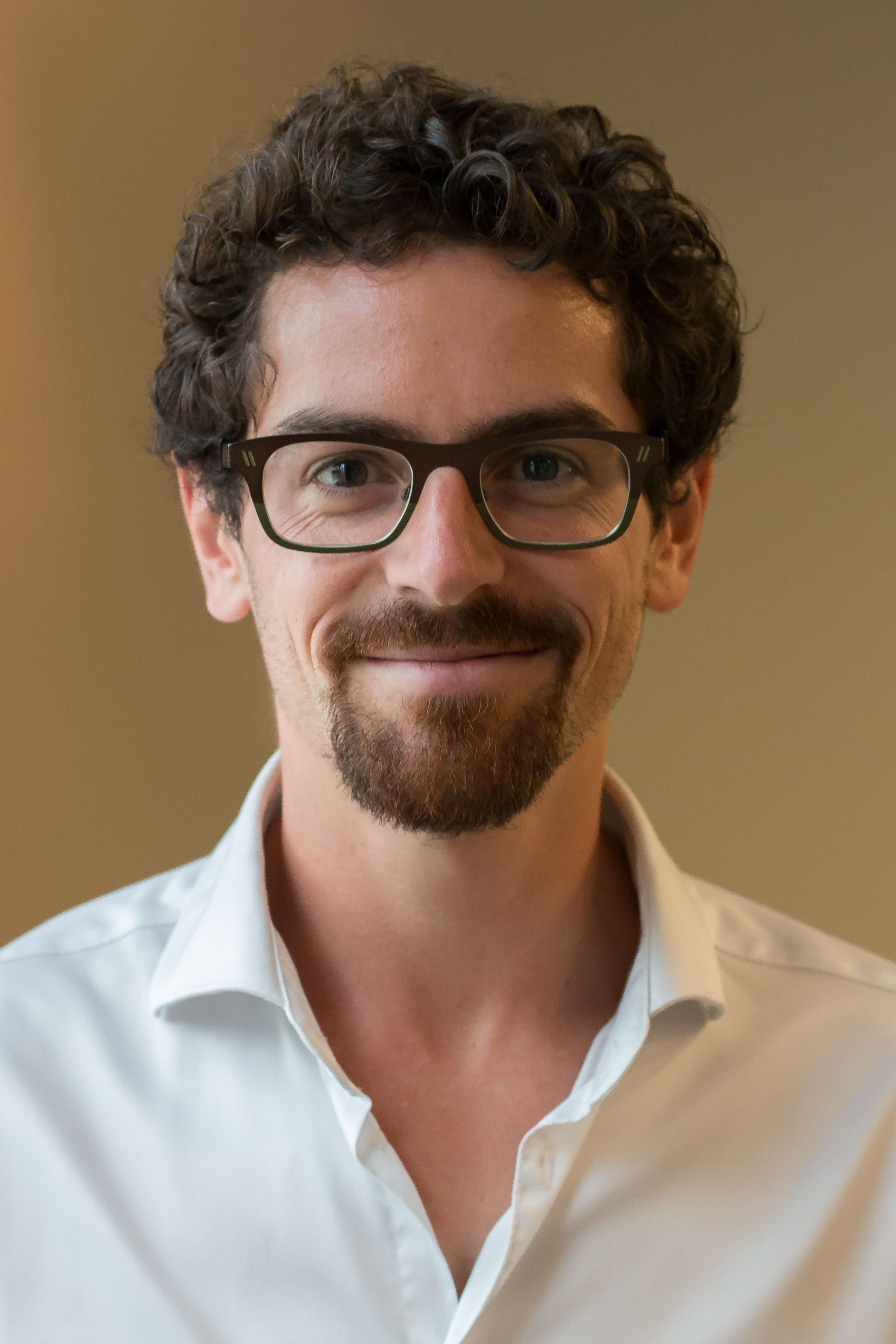
Jonas Plass (2014)

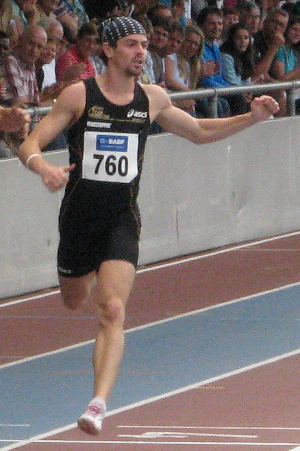
Plass beim DLV-WM-Testwettkampf 2011 in Mannheim

Jonas Plass (* 1. August 1986 in Bamberg) ist ein ehemaliger deutscher Sprinter.

## Berufsweg
2010 schloss Plass sein Sportmanagement-/-kommunikationsstudium an der Deutschen Sporthochschule Köln ab. Anschließend strebte er den Masterabschluss an der Hochschule Fresenius Köln in Medienmanagement & Entrepreneurship an. Im letzten Semester seines Studiums "Medienmanagement und Entrepreneurship" sollte Plass im Projekt „eves“, heute unter dem Namen „Paradise“ bekannt, einen Business-Plan entwickeln, um das Doping-Kontrollsystem ADAMS (Abkürzung für „Anti-Doping Administration and Management System“) der Welt-Anti-Doping-Agentur WADA zugunsten der Sportler zu optimieren, denn bisher müssen Topathleten drei Monate im Voraus ihre Aufenthaltsorte erfassen, um rund um die Uhr für unangekündigte Dopingkontrollen auffindbar zu sein. Wer am angegebenen Ort nicht anzutreffen ist, riskiert einen „Missed Test“, drei davon führen zu einer Sperre. Im Rahmen von „Paradise“ tragen Athleten freiwillig einen GPS-Sender bei sich, der ihren Aufenthaltsort im Falle einer Dopingkontrolle ausfindig macht.
Die Nationale Anti Doping Agentur (NADA) unterstützt das offizielle Projekt der gekko mbH, die 1994 als Spin-off der Fraunhofer-Gesellschaft gegründet wurde, und wo Plass einen 20-Stunden-Job innehat und als Initiator das auch vom Bundesforschungsministerium geförderte Projekt „Paradise“ betreut. Plass ist auch als Yogalehrer tätig.

## Sportliche Laufbahn
Bereits mit sechs Jahren begann Plass seine sportliche Karriere als Basketballer, zuerst beim TSV 1860 Rosenheim, später dann beim Sportbund Rosenheim. Während eines Auslandsaufenthaltes in Erie (Illinois), USA, im Jahre 2003/2004 fand er Gefallen an den Sprintdisziplinen der Leichtathletik. Nach seiner Rückkehr nach Rosenheim schloss er sich im Herbst 2004 der Leichtathletikabteilung des TSV 1860 Rosenheim an und wurde Anfang 2005 in den Förderkader "Team Wendelstein" aufgenommen. Zu diesem Zeitpunkt startete er, zusammen mit seinem Trainer Andreas Krämer, die konzentrierte Vorbereitung auf die 400-Meter-Strecke.
Im Sommer 2005 folgte der erste Erfolg mit dem zweiten Platz bei den Deutschen Jugendmeisterschaften in Braunschweig in einer Zeit von 47,83 s. Ein Jahr später folgte der Deutsche Juniorenmeistertitel. Im Jahre 2007 hatte er zum ersten Mal die Möglichkeit, sich international zu präsentieren. Bei den U23-Europameisterschaften in Debrecen, Ungarn, belegte er im Einzel den neunten Platz und verpasste damit nur knapp die Finalteilnahme. Mit der Staffel gelang ihm gemeinsam mit seinen Teamkollegen die überraschende Bronzemedaille. Kurz darauf belegte er bei den Deutschen Meisterschaften den fünften Platz und wurde für die 4-mal-400-Meter-Staffel für die Weltmeisterschaften in Osaka nominiert.
Mit dem Jahre 2008 folgte sein bislang größtes Krisenjahr, nach einer gut überstandenen Operation an beiden Leisten folgte kurz darauf eine Stressfraktur im linken Mittelfuß, die ihm jegliche Hoffnung auf eine Teilnahme an den Olympischen Spielen in Peking raubte. Im folgenden Jahr gelang ihm bei den Deutschen Meisterschaften in Ulm die große Überraschung. Nach einer bis dahin eher mäßigen Saison platzte im Finale der Knoten, und er belegte den zweiten Platz in 46,00 s und stellte damit zugleich eine neue persönliche Bestleistung auf. Für die Staffel bei den Weltmeisterschaften in Berlin wurde Plass allerdings nur als Ersatzmann aufgestellt.
2010 konnte er mit der 4-mal-400-Meter-Staffel zu einem dritten Platz bei der Team-Europameisterschaft in Bergen, Norwegen, beitragen und später auch zu einem vierten Platz bei den Europameisterschaften in Barcelona. 2011 gewann Plass die Deutsche Meisterschaft über 400 Meter. Bei den Weltmeisterschaften in diesem Jahr wurde er mit der deutschen Staffel Achter. 2012 konnte Plass bei den Europameisterschaften in Helsinki mit der Staffel (Jonas Plass, Kamghe Gaba, Eric Krüger, Thomas Schneider) in 3:01,77 min die Bronzemedaille gewinnen. Bei den Olympischen Spielen in London schied die Staffel im Vorlauf aus.
Im Olympiajahr 2016 beendete Plass seine sportliche Karriere.